# 555
| [ Edytuj tabelę ]          |                                                                |
| Król Bernicji              | - 547 Ida 559                                                  |
| Cesarz Bizancjum           | - 527 Justynian I Wielki 565                                   |
| Król Essexu                | - 527 Aescwine 587                                             |
| Król Franków               | - 511 Childebert I 558 - 548 Teudebald 555 - 511 Chlotar I 561 |
| Cesarz Japonii             | - 539 Kinmei 571                                               |
| Król Kentu                 | - 522 Eormenric 560                                            |
| Patriarcha Konstantynopola | - 552 Eutychiusz 565                                           |
| Władca Korei               | - 545 Yangwŏn 559                                              |
| Król Longobardów           | - 546 Audoin 565                                               |
| Król Mercji                | - 501 Cnebba (?) 566                                           |
| Papież                     | - 537 Wigiliusz 555                                            |
| Król Persji                | - 531 Chosrow I 579                                            |
| Król Wizygotów             | - 554 Atanagild 567                                            |

Rok 555 / DLV
stulecia: V wiek ~
VI wiek ~
VII wiek

lata: 545 «
550 «
551 «
552 «
553 «
554 «
555
» 556
» 557
» 558
» 559
» 560
» 565

## Wydarzenia
- Europa
  - Frankowie zdobyli Bawarię (data sporna lub przybliżona)

## Urodzili się
- Chadidża - żona Mahometa

## Zmarli
- 27 stycznia – Yuan Di, władca z dynastii  Liang (ur. 508)[1]
- 7 czerwca – Wigiliusz, papież
- Wrzesień/październik - Gubazes II, król Lazyki (Gruzja)[2]
- dokładna data nieznana
  - Helier, urodzony we Flandrii pustelnik, patron Jersey (Wyspy Normandzkie)[3]
  - Ly Thien Bao, władca Wietnamu (ur. 499)[4]
  - Teudebald, król Austrazji[5]
  - Wang Sengbian, generał Dynastii Liang[6]
- rok śmierci przypuszczalny
  - Cybi, biskup z Kornwalii
  - Erb z Gwentu, król Walii[7]